# Voo Cubana de Aviación 972
O Voo Cubana de Aviación 972 foi a identificação de uma rota aérea de passageiros entre o Aeroporto Internacional José Martí em Havana e o Aeroporto Internacional Frank Pais em Holguín, em Cuba. No dia 18 de maio de 2018, a aeronave transportava 107 passageiros e 6 tripulantes quando perdeu altitude logo após a decolagem e explodiu em chamas.

## Aeronave

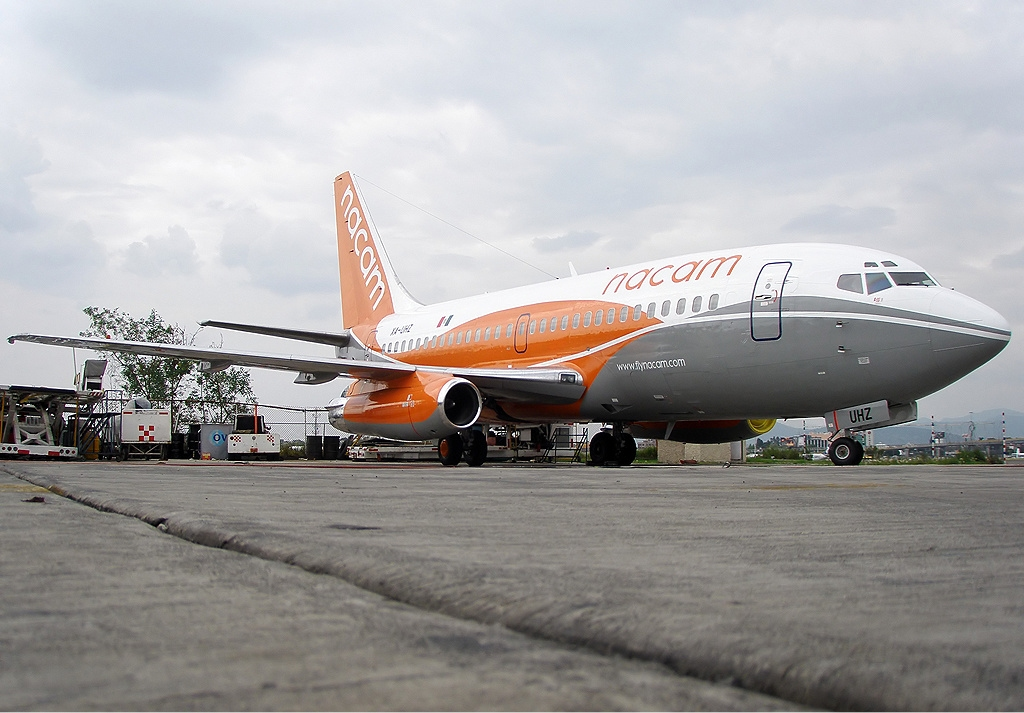
O avião envolvido no acidente, nas cores da National Airways Cameroon, em 2007.

A aeronave era um Boeing 737-200 Adv. de uma companhia aérea mexicana (ainda sem informações oficiais, mas pode ser ou da empresa chamada Aerolíneas Damojh, S.A. de C.V. ou da Global Air) que estava arrendada para a empresa cubana.
O Boeing 737-201 Advanced foi fabricado em julho de 1979 e tinha quase 39 anos de idade. A aeronave estava em serviço pela primeira vez para a Piedmont Airlines e desde então serviu para companhias aéreas no Canadá, Chile, Camarões, Benim e alguns países do Caribe, além de um período de cinco anos em que foi operada pela Marinha dos Estados Unidos. Foi adquirida pela Global Air (Aerolíneas Damojh, S.A. de C.V.) em 2013. Uma declaração da Global Air disse que sua aeronave havia passado por uma inspeção do governo em novembro de 2017 e que estava em dia com suas permissões para operar e alugar aeronaves. A Boeing informou que está pronta para enviar uma equipe técnica a Cuba "conforme permitido pela lei dos EUA e sob a direção do Conselho Nacional de Segurança nos Transportes dos EUA e autoridades cubanas".

## Passageiros e tripulação
Ele transportava um total de 113 pessoas (107 passageiros e seis tripulantes). Os pilotos eram o capitão Jorge Luis Núñez Santos e seu primeiro oficial, Miguel Ángel Arreola Ramírez. Sete dos passageiros eram estrangeiros, incluindo três mexicanos, dois argentinos, um saraui/espanhol e um saraui; os restantes passageiros eram todos cubanos. Todos os seis membros da tripulação de voo eram mexicanos.
| Nacionalidades dos passageiros e tripulação  | Nacionalidades dos passageiros e tripulação | Nacionalidades dos passageiros e tripulação | Nacionalidades dos passageiros e tripulação |       |
| País                                         | Passageiros                                 | Tripulação                                  | Mortos                                      | Total |
| -------------------------------------------- | ------------------------------------------- | ------------------------------------------- | ------------------------------------------- | ----- |
| Cuba                                         | 102                                         | 0                                           | 101                                         | 102   |
| México                                       | 3                                           | 9                                           | 12                                          | 12    |
| Argentina                                    | 2                                           | 0                                           | 2                                           | 2     |
| República Árabe Saaraui Democrática/ Espanha | 1                                           | 0                                           | 1                                           | 1     |
| República Árabe Saaraui Democrática          | 1                                           | 0                                           | 1                                           | 1     |
| Total                                        | 106                                         | 9                                           | 112                                         | 113   |

## Queda e responsabilidade
O voo CU-972 estava em um voo doméstico para o Aeroporto Internacional Frank País em Holguín, no leste de Cuba, decolou pouco depois do meio-dia, e caiu às 12h08, a cerca de 2 quilômetros do aeroporto. O avião caiu em uma fazenda sob propriedade do governo e não feriu ninguém no solo. Um incêndio irrompeu dos destroços e testemunhas do aeroporto relataram ter visto nuvens de fumaça do local do acidente. Socorristas, incluindo bombeiros e equipes médicas de emergência, correram de Havana para o local para iniciar os esforços de resgate. O Aeroporto Internacional José Martí foi temporariamente desativado após o acidente, mas reabriu no final da tarde.
Dos 113 a bordo, 3 passageiras sobreviveram à queda, foram resgatadas em estado crítico,  mas 2 morreram mais tarde no hospital. Os outros 110 (incluindo todos os seis membros da tripulação) morreram no acidente.
O acidente foi o primeiro grande acidente aéreo comercial em Cuba desde o Voo Aero Caribbean 883 em 2010; um Antonov AN-26 operado por militares caiu em 2017. É também o segundo acidente aéreo mais mortífero em Cuba, superado apenas pela queda do Voo Cubana de Aviación 9646 em 3 de setembro de 1989, que matou 150 pessoas. O mais recente acidente anterior envolvendo a aeronave Boeing 737-200 foi o Voo Mandala Airlines 91 em 2005, que matou 149 pessoas.

## Resposta
O presidente cubano Miguel Díaz-Canel, o ministro da saúde, Roberto Morales, e outras autoridades locais chegaram ao local para observar e monitorar os esforços de resgate. Família e parentes de pessoas a bordo também se reuniram no local e foram posteriormente levados para o aeroporto.
O país declarou um período oficial de luto das 6h da manhã do dia 19 de maio às 12h em 20 de maio, com bandeiras para voar a meio mastro fora do governo e instalações militares.
A Cuban Media informou pela primeira vez que um Boeing 737-400 da Blue Panorama era a aeronave envolvida no acidente, mas horas depois do acidente foi posteriormente atualizado para o Boeing 737-200 da Global Air.

## Investigação
O governo cubano relatou a criação de uma comissão especial para encontrar as causas do acidente. Tanto a National Transportation Safety Board (NTSB) quanto a Federal Aviation Administration (FAA) declararam que ofereceriam assistência na investigação. A empresa Boeing declarou que eles estavam prontos para enviar uma equipe técnica a Cuba "conforme permitido pelas leis dos Estados Unidos e sob a direção do NTSB e das autoridades cubanas."
O ministro dos Transportes, Adel Yzquierdo, relatou a recuperação do gravador de dados de voo do local do acidente em 19 de maio e disse esperar que o gravador de voz da cabine também seja recuperado em breve (24 de maio).
Em 19 de maio, o governo mexicano anunciou que sua autoridade nacional de aviação civil deveria iniciar uma auditoria operacional da Global Air para verificar se a companhia estava em conformidade com os regulamentos e subsequentemente, em 21 de maio, as autoridades mexicanas suspenderam suas operações.
Nos dias seguintes ao acidente, as alegações relacionadas à aeronavegabilidade, manutenção e registro de segurança da Global Air foram feitas por ex-funcionários e funcionários da Cubana de Aviación. Incidentes envolvendo a Autoridade de Aviação Civil da Guiana e a Diretoria Geral de Aviação Civil do Chile foram relatados: em 2017, XA-UHZ havia sido banido do espaço aéreo da Guiana devido a sua tripulação sobrecarregar o avião com bagagem e guardá-lo inadequadamente. Em Setembro de 2019, saiu o relatório final do acidente, causa apontada como erro de calculo de peso na decolagem e erro do piloto.